# Губерський Микола Миколайович
Микола Миколайович Губерський (18 грудня 1923, село Застугна, тепер Обухівського району Київської області — ?) — український радянський діяч, секретар Полтавського обкому КПУ. Кандидат історичних наук.

## Біографія
Народився в селянській родині. Працював на комсомольській роботі в Миргородському районі Полтавської області.
З липня 1941 по серпень 1948 року — в Червоній армії, учасник німецько-радянської війни. З 1941 року служив політбійцем і кулеметником зведеного комуністичного полку Полтавського військово-тракторного училища, кулеметником 4-го стрілецького полку 10-ї запасної стрілецької бригади Донського фронту, був комсомольським організатором батальйону. Член ВКП(б) з 1943 року.
З 1943 року перейшов до авіації, служив льотчиком 3-ї запасної авіаційної бригади резерву головного командування, 42-го гвардійського винищувального авіаційного полку, 8-го запасного винищувального авіаційного полку Приволзького військового округу, 13-го запасного винищувального авіаційного полку Приволзького військового округу, 42-го гвардійського винищувального авіаційного полку 269-ї винищувальної авіаційної дивізії повітряної армії 2-го Білоруського фронту.
Освіта вища. На 1957—1958 роки — завідувач відділу пропаганди і агітації Миргородського районного комітету КПУ Полтавської області.
На 1967 — 7 червня 1968 року — завідувач відділу пропаганди і агітації Полтавського обласного комітету КПУ.
7 червня 1968 — 9 лютого 1974 року — секретар Полтавського обласного комітету КПУ з питань ідеології.
Подальша доля невідома. На 1985 рік — персональний пенсіонер.

## Звання
- лейтенант
- капітан

## Нагороди
- два ордени Вітчизняної війни ІІ ступеня (18.08.1945, 6.04.1985)
- орден Червоної Зірки (30.04.1945)
- ордени
- медаль «За бойові заслуги» (29.01.1943)
- медаль «За трудову доблесть» (27.02.1958)
- медаль «За оборону Сталінграда»
- медаль «За взяття Кенігсберга»
- медаль «За перемогу над Німеччиною у Великій Вітчизняній війні 1941—1945 рр.»
- медалі